# Mapastepec
Mapastepec (Mapach Tepec o Mapachtépec, que significa en el Cerro del Mapache) es una localidad de la zona sur del estado de Chiapas (México), perteneciente a la región VII, conocida como Soconusco. En este municipio se encuentran parte de las reservas de la biosfera llamadas El Triunfo y La Encrucijada.

## Historia
Mapastepec se fundó en 1486 como pueblo mame tributario (pieles de jaguar, de cacao, de plumas de quetzal y de aves de ornato) de los mexicas, con el nombre de Mapachtépec (El cerro del mapache). En el primer censo de población levantado por las autoridades coloniales en 1611, Mapastepec contaba con 265 habitantes. El 5 de julio de 1955 fue elevado a la categoría de villa por decreto promulgado por Efraín Aranda Osorio, gobernador constitucional del estado de Chiapas, México.

### Cronología
- En el siglo XVI, los españoles provenientes de Ciudad Real (Jiquipilas-Cintalapa) se congregaron en la costa chiapaneca; traían esclavos negros para sus grandes extensiones ganaderas y agrícolas, y se establecieron principalmente en Mapastepec.
- 1545 Llegaron los primeros religiosos para convertir la región al cristianismo.
- 1574 19 de enero, carta del gobernador Luis Ponce de Leon para el rey Felipe II de España. Ahí menciona que un puerto seco llamado mapastepeque, es una región que no está siendo muy aprovechada pues cuenta con grandes extensiones de terreno propicio para la ganadería y agricultura. El le pide autorización que le envíen 4 mil indios más para las labores de trabajo y así incrementar la producción de tributos para la Corona española. El ejemplifica que actualmente tienen ahí una producción de 400 cargas de cacao que valen 8.800 pesos y que al enviarle más esclavos tendrían 1.000 cargas a 22.000 pesos. En la segunda parte de la carta le sugiere que los esclavos los pueden enviar de la Nueva España, Guatemala y sus provincias. Luego le menciona que es rentable pues no hay muchos gastos en salarios pues esa región solo cuenta con, un gobernador, un alguacil mayor, 2 alguaciles, un escribano; estos últimos 3 puestos son difíciles de conseguir porque no perciben pago. Y por eso su interés de incrementar la producción, pues de la misma podrían salir los pagos, ya que solo el gobernador percibe 600 pesos en oro, y 300 mil mrs (medida de pago a base de aceites, alimentos y vino) a 6 curas y vicarios. Y finalmente termina diciendo que esta región no es conflictiva y no requiere mucha seguridad y podrían crearse más puestos y pagarles a los ya existentes.
- 1794 Escuintla sufrió estragos por un huracán y gran parte de su población emigró a Mapastepec, Huehuetan y Tapachula.
- 1915 Desaparecieron las jefaturas políticas y, posteriormente, se crearon 59 municipios libres, y Mapastepec quedó dentro de esta primera remunicipalización.
- 1955 El 5 de julio, el gobernador Efraín Aranda Osorio promulgó el decreto que eleva la cabecera municipal a la categoría de villa.
- 1962 Se construyó la carretera costera y el ramal que comunica con ella.
- 1983 Se les ubica en la región VIII Soconusco gracias al licenciado Juan E. Becerra Martínez.
- 1983 Se reconstruyó el kinder y las calles de la colonia; construcción del parque y escuelas gracias al licenciado Juan E. Becerra Martínez.
- 1984 Se construyó el edificio de la presidencia municipal, gracias al licenciado Juan E. Becerra Martínez.
- 1984 Se construyó el rastro, se mejoró el mercado y se construyó el nuevo mercado.
- 1990 Se decretó la reserva natural de El Triunfo.
- 1995 (el 5 de junio) se decretó la reserva natural de la biosfera llamada La Encrucijada.
- 1998 El 8 de septiembre de ese año, fuertes lluvias provocaron el desbordamiento de los ríos, que dejaron como saldo la desaparición del poblado de Valdivia y parte del poblado de Guadalupe Victoria. En la parte baja del municipio, el desbordamiento del río Novillero en la colonia Francisco Sarabia (La Blanca), que quedó incomunicada. En el municipio de Mapastepec se sintieron las inclemencias desde el día 4 de septiembre, fecha desde la que no paraba de llover. La causa principal fue la depresión tropical "Javier" que en ese entonces se encontraba frente a las costas de Baja California sur, lo que hizo que se triplicaran las cantidades de lluvia que normalmente ocurrían en esa región. Estudios recientes también indican que la tala desmedida y la transformación de las zonas selváticas a zonas de cultivos y ganaderas. todos ellos ubicados en la llamada Biosfera del triunfo, hicieron que la tierra se "ablandara" y no pudiera sostenerse, con ello los ríos arrastraron grandes cantidades de tierra en forma de lodo provocando graves afectaciones a dichas poblaciones.
- 2005 El paso de la tormenta tropical Stan hizo estragos en comunidades del municipio, incrementó el nivel de los ríos Novillero y San Nicolás (principalmente), dejando a varias colonias afectadas e incomunicadas en su totalidad durante varios días.
- 2017 el jueves 7 de septiembre a las 23.49.18 hora local (UTC-5), un terremoto de 8,2 en la escala de Richter sacudió la costa chiapaneca, con un epicentro a 137 km mar adentro del suroeste de Pijijiapan Chiapas. Es el terremoto de mayor intensidad registrado en México desde el terremoto Jalisco - Colima de 1932, en la región registró daños materiales. La intensidad se notó hasta Guatemala, El Salvador, Honduras y Belice; así como en los estados de Veracruz, Tabasco y Oaxaca, siendo en este estado en el poblado de Juchitán de Zaragoza donde se registró el mayor desastre material y se contabilizaron 78 muertes. Hasta el 13 de octubre del 2017 se registraron 7.591 réplicas. Su epicentro se denomina terremoto de Pijijiapan.

## Demografía
| Pueblos      | Indígenas | Mulatos | Personas de color (Morenas(os)) | Españoles | Total |
| Mapastepeque | 10        | 32      | 0                               | 2         | 44    |
| Pixixiapa    | 22        | 52      | 0                               | 0         | 74    |
| Tonalá       | 250       | 170     | 2                               | 12        | 434   |
| Total        | 282       | 254     | 2                               | 14        | 552   |

## Geografía

### Límites
El municipio de Mapastepec se sitúa al sur de Chiapas, entre los 15° 26′ 30″ N y los 92° 53′ 30″ W, y cuenta con una superficie de 1.085,6 km², que representa el 1,44 % del estado. Sus límites son, al oeste, noroeste y norte, con el municipio de Pijijiapan, La Concordia; al norte y noroeste, con Ángel Albino Corzo; al este, con Siltepec; al sureste, con Motozintla; al sur, con Acacoyagua y Acapetahua y al sur, suroeste y oeste con el océano Pacífico. La altitud de la cabecera municipal es de 32 m s. n. m.; la altitud promedio del municipio es de 46 m s. n. m.

### Comunidades más conocidas
- Valdivia
- Sesecapa
- Francisco Sarabia "La Blanca"
- Bahía de Pampa Honda
- Barrita de Pajón
- La Victoria
- Pantaleón Domínguez
- Tres de Mayo
- Guadalupe Victoria
- Costa rica
- 8 de septiembre

### Sitios turísticos
- Pampa Honda - Bahía de Pampa Honda
- Barrita de Pajón
- Río Novillero - Francisco Sarabia "La Blanca" y Valdivia
- La laja - Guadalupe Victoria
- Cascadas - Nueva Costa Rica
- Río San Nicolás - Mapastepec
- El Castaño

### Orografía
Mapastepec, al igual que otros municipios costeños, se extiende desde el borde del océano Pacífico, con sus esteros, lagunas y pantanos hasta las cumbres de la Sierra Madre y que abarca gran parte de la reserva ecológica denominada El Triunfo que alberga una selva de niebla. La superficie del municipio se distribuye como sigue: un 35 % corresponde a terrenos montañosos, un 20 % a planicies, un 30 % a lomeríos, un 5 % a terrenos accidentados y un 10 % a terrenos pantanosos. Predominan los suelos aluviales profundos con texturas limo-arenosas.

### Placas tectónicas
La gran actividad sísmica de la región se debe a que el subsuelo está sobre la unión de las 3 placas tectónicas (placa tectónica de Norteamérica, placa tectónica del Caribe y placa tectónica de Cocos).

### Hidrografía
De las altitudes templadas y lluviosas descienden los ríos que rigen de la superficie del municipio, entre los más importantes se consideran el río Novillero, San Nicolás y río Sesecapa. Sus aguas se usan principalmente para el servicio humano, para la actividad ganadera y la agricultura.

#### Ríos de Mapastepec
- Río Novillero
- Río San Nicolás
- Río Tilapilla
- Río Pacayal

#### Ríos de temporal
- Río Agua Caliente
- Río Viejo

### Clima
Es cálido y húmedo de enero a septiembre y semicálido en el período de octubre a diciembre. La temperatura media anual es de 26,5° centígrados.

### Precipitación pluvial
Se divide en 3 franjas de precipitación pluvial de mayo-octubre.
- La primera abarca el centro de la población (2.300-2.600 mm)
- La segunda va del centro alas montañas (2.000-2.300 mm)
- La tercera va del centro al litoral del océano Pacífico (1.700-2.000 mm)

Se divide en 4 franjas de precipitación pluvial de noviembre-abril.
- Centro de la población (150-200 mm)
- Del centro a las montañas (100-125 mm)
- 10 km del centro hacia el sur (125-150 mm)
- Del sur hasta el litoral del océano Pacífico (75-100 mm)

### Recursos naturales
Chiapas posee una gran variedad de recursos naturales. Desgraciadamente, la explotación irracional ha devastado extensas áreas de bosques y selvas, provocando la pérdida de flora y fauna silvestre. Dentro del territorio hay porciones de las reservas de la biosfera El Triunfo (bosque mesófilo de montaña) y La Encrucijada (selva alta perennifolia), además de la Zona de Reforestación Huizapa-Sesecapa.

## Deportes
El deporte más practicado en el municipio es el fútbol, encontrándose en la cabecera cinco campos de fútbol, los cuales son: la pista, el campo 20 de noviembre, el Santa Cruz, el Olimpia y el Anáhuac.
También se practican regularmente el baloncesto, el béisbol, el voleibol, el ciclismo, la natación y la charrería, (Asociación de charros del centro de la costa) que, por supuesto, es un deporte nacional.

## Límites municipales
Tiene límites administrativos con los siguientes municipios y/o accidentes geográficos, según su ubicación:
| Noroeste: Pijijiapan               | Norte: La Concordia, Ángel Albino Corzo, Montecristo de Guerrero | Nordeste: Siltepec           |
| Oeste: Pijijiapan, Océano Pacífico |                                                                  | Este: Acacoyagua, Acapetahua |
| Suroeste: Océano Pacífico          | Sur: Océano Pacífico, Acapetahua                                 | Sureste: Acapetahua          |

## Economía
Existen dos supermercados: Soriana Express y Mi Bodega Aurrera, también hay un Coppel en el centro de la ciudad, en el futuro se planea la construcción de un Súper Che y una plaza comercial denominada "Plaza Mapache".

### Agricultura
El sector agrícola es uno de los más importantes en el municipio. Se producen maíz, aceite de palma africana (Elaeis guineensis), plátano, sandía, melón, tomate, café, cacao, arroz, frijol, ajonjolí, maíz, mango, naranja, aguacate, forrajes y hortalizas. Gracias a la planicie del aproximadamente 50% de su superficie (la cual la hace más apta para la agricultura extensiva), se cuenta con una importante mecanización, con la enorme cantidad de tractores agrícolas que facilitan y agilizan las labores del campo "mapaneco". La enorme humedad del suelo y subsuelo hacen posible la apertura y uso de pozos profundos y superficiales con cantidades vastas de agua aprovechable para esta actividad.

### Ganadería
El sector ganadero es una de las principales fuentes de ingreso para muchas familias de este municipio, se cría ganado bovino para carne y leche, equino, ovino, porcino y aves de corral. La industria de la leche representa el principal motor económico del sector ganadero. Los cruces de razas europeas con razas cebuinas son las de mayor predominancia, siendo la del suizo americano con cebú la primera, y holandés con cebú la segunda. Durante la época de la colonia española la región de la costa de Chiapas y la del Soconusco, representaron un medio geográfico excelente y propicio para la agricultura y ganadería de la Nueva España. Es por ello, que aprovechando la enorme cantidad de lluvia y el terreno poco accidentado de la llanura costera, se introdujo ganado bovino de la raza criolla...

### Pesca
Existen varias cooperativas, en las costas y esteros del municipio, son una buena fuente de producción del pescado y marisco que se consume en buena parte del estado de Chiapas; siendo unas de las actividades económicas de gran impacto en generación de empleos directos e indirectos, así como también productos ya transformados. 

### Ferrocarril
El ferrocarril Panamericano que desde 1908 comunicó a los poblados de las costas de Chiapas y del Soconusco con la frontera de Guatemala y con la línea del ferrocarril de Tehuantepec. En 1907 estaban tendidos 394 kilómetros de vía, entre San Jerónimo y Huehuetán, pasando por donde se localiza la estación Mapastepec. En 1911 los Departamentos de Tonalá y Soconusco, localizados al sur de Chiapas, alcanzaron los enormes beneficios de estar ligados con una vía ferroviaria al resto de la nación. Era la del llamado ferrocarril Panamericano, que se internaba al Estado en el kilómetro 132, en la estación José Mora, y terminaba en el 458, en la estación Mariscal, ya en los límites con Guatemala y con la línea del Ferrocarril de Tehuantepec. El servicio del tren no está en función, ya que las inundaciones del 2005 arrasaron con las vías y no se ha reparado.

## Alcaldes
| Alcalde                              | Año       |
| Epigmenio de Aquino                  | 1916      |
| Tránsito Trinidad                    | 1924      |
| Isaías Cruz                          | 1925      |
| Vicente Nepomuceno                   | 1926      |
| Silverio Ibarra                      | 1931-1932 |
| Isidro Cruz                          | 1933-1934 |
| Ernesto Vera - Agustín R. Altamirano | 1935-1936 |
| Alfredo Estévez Ruiz                 | 1937-1938 |
| Armando Cruz                         | 1939-1940 |
| Antonio Zavala                       | 1941-1942 |
| Gabriel Clemente Moguel              | 1943-1944 |
| Arturo M. Álvarez                    | 1945-1946 |
| Leonides Ojeda Citalán               | 1947-1948 |
| Alberto Santos Ramírez               | 1949-1950 |
| Juan Becerra Cruz                    | 1951-1952 |
| Agustín R. Altamirano                | 1953-1955 |
| Roberto Pico Moreno                  | 1956-1958 |
| Celerio Solís                        | 1959-1961 |
| Fernando Chang Chávez                | 1962-1964 |
| Abrahan Romero Cortés                | 1965-1967 |
| Antonio Valle Domínguez              | 1968-1970 |
| Teófilo Ponce Figueroa               | 1971-1973 |
| Javier Alonso Ríos                   | 1974-1975 |
| Rómulo Cerén Becerra                 | 1976      |
| Amancio Cruz Figueroa                | 1977-1979 |
| Jorge Trinidad De la Cruz            | 1980-1982 |
| Juan E. Becerra Martínez             | 1983-1985 |
| César Ozuna Borraz                   | 1986-1988 |
| Pablo Gamboa Robles                  | 1989-1990 |
| Amancio Cruz Figueroa                | 1991      |
| Lucio Puong Aguilar                  | 1992-1993 |
| Luz María Ibarra                     | 1994-1995 |
| Hugo García Nepomuceno               | 1996-1998 |
| Nicolás Santiago Martínez            | 1999-2001 |
| Mario Albertico Galindo De la Cruz   | 2003-2005 |
| Erbín Rizo González                  | 2005-2007 |
| Gamaliel Estrada Moguel              | 2008-2010 |
| Mario Castillejos Vázquez            | 2011-2012 |
| Rodulfo Ponce Moreno                 | 2012-2015 |
| Martín Ruiz Rosales                  | 2015-2018 |
| Karla Erika Valdenegro Gamboa        | 2018-2021 |
| Elmer Nicolas Noriega Zavala         | 2021-2024 |

## Festivales
La principal celebración religiosa en este municipio está dedicada a San Pedro Apóstol, considerado el santo patrono del pueblo. También se realiza la celebración a la Virgen de Guadalupe, el 12 de diciembre. Otra celebración importante es la de la Santa Cruz, cada 3 de mayo. En marzo se lleva a cabo la expo-feria comercial agrícola y ganadera, que incluye exposiciones diversas. La principal feria de Mapastepec fue fundada el 20 de noviembre de 1937 por el alcalde Alfredo Estévez Ruiz, quien decretó que se celebrara cada 20 de noviembre para recordar, así, la revolución Mexicana, y a la fecha es una de las más celebradas.

## Radiodifusoras
En Mapastepec existen 2 radiodifusoras. La principal es la de la empresa Radio Núcleo, con las siglas XHMAI 95.1 F.M. En ella se emiten distintos tipos de música. Cuenta con aproximadamente el 50,3 % de la audiencia de la ciudad (15.600 radioescuchas, aproximadamente).
La segunda radio más escuchada es la Radio Manantial (sin concesión), una estación de tipo religioso que presenta música y programas religiosos. Cuenta con el 49,7 % de audiencia en la ciudad, sin contar la gran multitud de oyentes de las diferentes comunidades del municipio mapaneco. Si se realizara de esta manera, la estación contaría con más de 25.000 radioescuchas en todo su campo auditivo de alcance, posicionándola en 4.º lugar de audiencia en el estado chiapaneco.